# Wahlen in St. Vincent und den Grenadinen 1954
Die Wahlen in St. Vincent und den Grenadinen (General elections) wurden 1954 in St. Vincent und den Grenadinen durchgeführt, um das House of Assembly zu wählen. Die Mehrheit der Sitze wurde von unabhängigen Kandidaten errungen. Die Wahlbeteiligung lag bei 59,8 %.

## Ergebnisse
| Partei                      | Stimmen | Sitze |
| --------------------------- | ------- | ----- |
| People’s Political Party    | 1=6301  | 3     |
| Unabhängige Kandidaten      | 9339    | 5     |
| Ungültig                    | 1825    |       |
| Gesamt                      | 29188   | 100   |
| Source: Caribbean Elections |         |       |